# ارکیده دندروبیوم
ارکیده دندروبیوم(نام علمی: Dendrobium nobile) نام یک گونه از تیره ثعلبیان است.